# Mazda CX-90
Mazda CX-90 – samochód osobowy typu SUV klasy wyższej produkowany pod japońską marką Mazda od 2023 roku.

## Historia i opis modelu

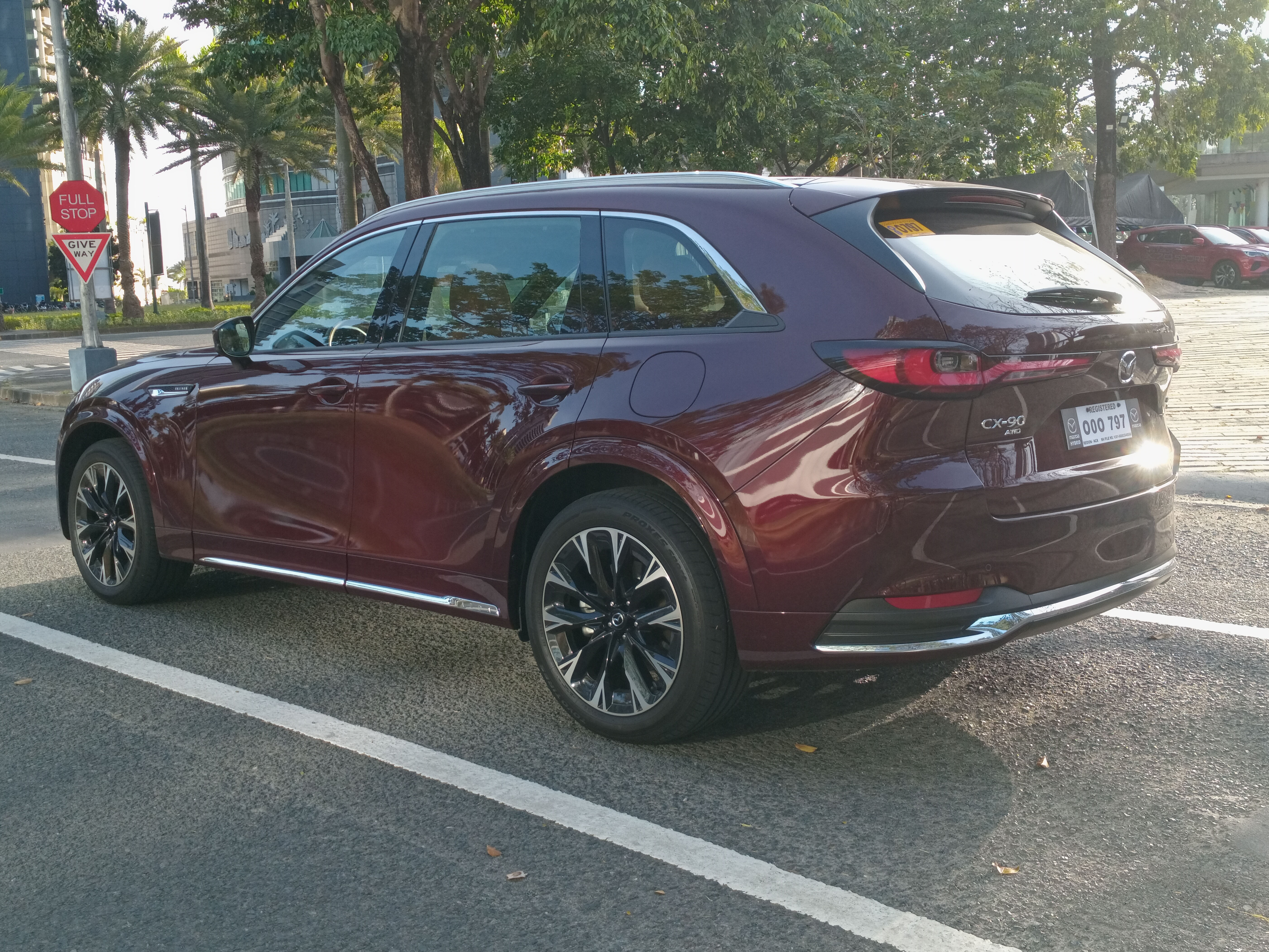
Mazda CX-90 – tył

Mazda CX-90 została zaprezentowana 31 stycznia 2023 roku. SUV ten zastąpił obecny na rynku od 2016 roku model CX-9. Samochód jest dostępny z opcją miękkiej hybrydy i plug-in hybrid. Najmniejszy silnik w gamie ma 2,5 l, zaś topowy to 6-cylindrowa rzędowa turbodoładowana jednostka. Mazda CX-90 to drugi SUV, poza CX-60, tej firmy oparty na kompletniej nowej platformie, przeznaczonej dla większych modeli. Samochód nie trafił do sprzedaży w Europie i jest przeznaczony głównie na rynki Ameryki Północnej i inne.